# Thierry Makon Nloga
Thierry Makon Nloga est un footballeur camerounais né le 9 octobre 1993 à Douala. Il évolue au poste de milieu relayeur à l'Espérance sportive de Tunis.

## Biographie
Thierry Makon joue son premier match en équipe du Cameroun le 16 novembre 2012, en amical contre l'équipe d'Indonésie (match nul 0-0). Toutefois, ce match n'est pas reconnu par la FIFA. Il reçoit sa première sélection officielle le 6 février 2013, en amical contre la Tanzanie (défaite 1-0).
Il joue cinq matchs en première division tunisienne avec l'Espérance sportive de Tunis. Il participe avec cette équipe à la Ligue des champions d'Afrique.

## Carrière
- 2010-2011 : Caïman Douala ( Cameroun)
- 2011-jan. 2014 : New Stars ( Cameroun)
- depuis jan. 2014-2014 : Espérance sportive de Tunis ( Tunisie)
- 2014-2015 : New Stars ( Cameroun)
- 2015-2017 : Bamboutos Mbouda ( Cameroun)
- 2017-2019 : Coton Sport Garoua ( Cameroun)
- 2019-2... : AS Kigali ( Rwanda)

## Palmarès

### Espérance sportive de Tunis
- Championnat de Tunisie (1) : 
  - Champion : 2014
- Championnat du Cameroun (1)
  - Champion : 2018